# Antonio Taffi
Antonio Taffi (ur. 11 grudnia 1897 w Farnese, zm. 6 stycznia 1970) – włoski duchowny rzymskokatolicki, arcybiskup, dyplomata papieski.

## Biografia
19 lutego 1921 otrzymał święcenia prezbiteriatu
14 kwietnia 1947 papież Pius XII mianował go nuncjuszem apostolskim na Kubie oraz 14 maja 1947 dodatkowo arcybiskupem tytularnym sergiopolitańskim i delegatem apostolskim na Portoryko. 8 czerwca 1947 przyjął sakrę biskupią z rąk nuncjusza apostolskiego w Brazylii kard. Benedetto Aloisiego Maselli. Współkonsekratorami byli biskup Acquapendente Giuseppe Pronti oraz biskup Orvieto Francesco Pieri.
9 stycznia 1950 został przeniesiony na urząd nuncjusza apostolskiego w Hondurasie i w Nikaragui. Odszedł z tego urzędu w 1958. Jako ojciec soborowy wziął udział w soborze watykańskim II